# Lachnopterus socius
Lachnopterus socius là một loài bọ cánh cứng trong họ Cerambycidae.